# Крилов Юрій Дмитрович
Юрій Дмитрович Крилов (30 квітня 1946, Горький, СРСР — 19 жовтня 2010, Україна) — український хокейний тренер. Заслужений працівник фізичної культури і спорту України. Заслужений тренер України.

## Спортивна кар'єра
Вихованець горьківської хокейної школи. Сім сезонів виступав за місцеву команду майстрів «Торпедо» (182 матчі у вищій лізі). Майстер спорту СРСР. У цей час закінчив педагогічний інститут. 1971 року переїхав до Києва, три сезони захищав кольори місцевих клубів «Динамо» і «Сокола». Після завершення ігрової кар'єри працював тренером у СДЮШОР «Сокіл». Серед його вихованців Володимир Кирик, Микола Жердєв (чемпіон світу), Антон Бабчук (володар кубка Стенлі), Олег Полковников, Олександр Сухенко, Андрій Міхнов, Олександр Караульщик, Віталій Гаврилюк, Антон Буточнов, Ігор Андрущенко, Костянтин Рябенко, Артем Бондарєв, Тарас Бега, Руслан Борисенко та інші.

## Статистика
| Сезон               | Клуб                | Ліга                | І   | Г | П | О | ШХ |
| ------------------- | ------------------- | ------------------- | --- | - | - | - | -- |
| 1964-65             | «Торпедо» (Горький) | вища                | 22  | 0 | 0 | 0 | 10 |
| 1965-66             | «Торпедо» (Горький) | вища                | 29  | 2 | 0 | 2 | 12 |
| 1966-67             | «Торпедо» (Горький) | вища                | 44  | 2 | 0 | 2 | 8  |
| 1967-68             | «Торпедо» (Горький) | вища                | 42  | 1 | 0 | 1 | 28 |
| 1968-69             | «Торпедо» (Горький) | вища                | 22  | 0 | - | - | -  |
| 1969-70             | «Торпедо» (Горький) | вища                | 22  | 1 | - | - | -  |
| 1970-71             | «Торпедо» (Горький) | вища                | 1   | 0 | 0 | 0 | -  |
| 1971-72             | «Динамо» (Київ)     | перша               | 47  | 1 | 3 | 4 | 16 |
| 1972-73             | «Динамо» (Київ)     | перша               | 46  | 3 | 1 | 4 | 20 |
| 1973-74             | «Сокіл» (Київ)      | перша               | 47  | 2 | 2 | 4 | 18 |
| Усього у вищій лізі | Усього у вищій лізі | Усього у вищій лізі | 182 | 6 | 0 | 6 | 58 |